# Wuhljany
Wuhljany (belarussisch Вугляны) ist ein Dorf im Rajon Kamjanez in der Breszkaja Woblasz in Belarus. Widamljany ist administrativ in den Selsawet Retschyza eingegliedert. Im Jahre 2005 hatte das Dorf 30 Gutshöfe und 50 Einwohner.
Die Ortschaft liegt im nordwestlichen Teil des Rajons Kamjanez, sieben Kilometer vom Rajonszentrum Kamjanez entfernt und ist über die Straße Kobryn – Kamjanez zu erreichen. Das Dorf befindet sich in der malerischen Gegend in der Nähe des Nationalparks Belaweschskaja puschtscha, am Ufer des Flusses Ljasnaja, welcher durch den Zusammenfluss von Lewaja Ljasnaja und Prawaja Ljasnaja einen Kilometer östlich des Dorfes entsteht.
Bekannt seit der Mitte des 19. Jahrhunderts.